# Scinax kennedyi
Scinax kennedyi är en groddjursart som först beskrevs av William F. Pyburn 1973.  Scinax kennedyi ingår i släktet Scinax och familjen lövgrodor. IUCN kategoriserar arten globalt som livskraftig. Inga underarter finns listade i Catalogue of Life.